# Ladenburg
Ladenburg este un oraș din landul Baden-Württemberg, Germania. Se află lângă Neckar, la o altitudine de 106 m deasupra nivelului mării. Are o suprafață de 19 km². Populația este de 12.704 locuitori, determinată în 31 decembrie 2023, prin actualizare statistică[*].